# Jody Williams (bluesgitarrist)
Joseph Leon "Jody" Williams, född den 3 februari 1935 i Mobile, Alabama, död den 1 december 2018 i Munster, Indiana, var en amerikansk bluesgitarrist (elgitarr) och -sångare. Han spelade oftast med gitarren öppet stämd i E och spelstilen karaktäriseras av böjningar ("bendings") och udda "voicing" (och har därför en speciell timbre).
Jody Williams föddes i Alabama men familjen följde "folkvandringen" från Sydstaterna norrut när han var fem eller sex år gammal och han växte upp i Chicago. I tonåren lärde han känna den drygt året äldre Bo Diddley och de spelade sedan tillsammans. På 1950-talet blev han en ofta anlitad studiomusiker hos Chess och han var från 1954 förstegitarrist i Howlin' Wolfs band (strax därpå tillkom Hubert Sumlin som andregitarrist i bandet). Han medverkade även på inspelninar med, förutom Wolf och Diddley, artister som Billy Boy Arnold, Otis Spann, Otis Rush, B.B. King, Sonny Boy Williamson II och Jimmy Rogers. Williams spelade också in några egna singlar och turnerade med bland andra Junior Parker, Memphis Slim och Charles Brown. En bit in på 1960-talet, efter att ha förlorat en lång utdragen rättstvist om hans låt Love is Strange, som Diddley, utan Williams medgivande, hade sålt till duon Mickey & Sylvia (låten hamnade på elfte plats på Billboard 1957 och blev duons största hit), tröttnade han på musikindustrin (och Diddley), lade gitarren åt sidan, studerade elektronik och tog 1970 anställning som tekniker på Xerox där han stannade till sin pensionering på 1990-talet. 1999 besökte han en bluesklubb där han träffade sin gamle bekant Robert Lockwood Jr. och gjorde därefter en nydebut med framträdanden på klubbar och europaturnéer. Han spelade då även in sina två enda soloalbum (2002 respektive 2004), vilka producerades av Dick Shurman och gavs ut på Evidence.
Jody Williams slutade framträda av hälsoskäl (Parkinsons sjukdom) 2014 och avled av cancer 2018. Han efterlämnade hustrun Jeanne Hadenfelt och fyra barn.
Jody Williams valdes in i Blues Hall of Fame 2013 och albumet Return of a Legend tilldelades Blues Foundations "W.C. Handy Award" i kategorin Comeback Blues Album 2003.

## Diskografi

### Singlar

#### Som Little Papa Joe
- Looking For My Baby / Easy Lovin'  (1956)[4]

#### Som Jody Williams
- You May / Lucky Lou (1957)
- Lonely Without You / Moanin' For Molasses (1962)
- Hideout / Moanin' For Molasses (1963)
- Time For A Change / Lonely Without You (1963)
- Time For A Change / Lonely Without You (1964)

### Album
- Return of a Legend (2002)
- You Left Me In the Dark (2004)

#### Samlingsalbum
- In Session: Diary of a Chicago Bluesman 1954–1962 (2018)

### Medverkan
- Howlin' Wolf: Evil Is Going On / Baby How Long (1954)
- Howlin' Wolf: Forty Four / I'll Be Around (1954)
- Otis Spann: It Must Have Been The Devil / Five Spot (1954)
- Howlin' Wolf: Who Will Be Next / I Have A Little Girl (1955)
- Howlin' Wolf: Come To Me Baby / Don't Mess With My Baby (1955)
- Sonny Boy Williamson II: Don't Start Me Talkin' / All My Love In Vain (1955)
- Billy Boy Arnold: I Was Fooled / I Wish You Would (1955)
- Earl Phillips: Oop De Oop / Nothing But Love (1955)
- Bo Diddley: Diddy Wah Diddy / I'm Looking For A Woman (1955)
- Billy Boy Arnold: Don't Stay Out All Night / I Ain't Got You (1956)
- Lu Mac: Albert Is His Name / I'll Never Let Him Know (1956)
- Bo Diddley: Who Do You Love? / I'm Bad (1956)
- Floyd Dixon: Alarm Clock Blues / I'm Ashamed Of Myself (1956)
- Bobby Charles: Why Did You Leave / Don't You Know I Love You (1956)
- Billy Stewart: Billy's Blues (Part 1) / Billy's Blues (Part 2) (1956)
- Billy Boy Arnold: Here's My Picture / You Got Me Wrong (1956)
- Buddy Morrow: Rib Joint / Rosie's Room (1956)
- Jimmy Rogers: One Kiss / I Can't Believe (1957)
- Otis Rush: Groaning The Blues / If You Were Mine (1957)
- Harold Burrage: Messed Up / I Don't Care Who Knows (1957)
- Howlin' Wolf: I Didn't Know / Moanin' For My Baby (1958)
- Otis Rush: Three Times A Fool / She's A Good 'Un (1958)
- Bo Diddley: Dancing Girl (1959 på Have Guitar Will Travel)
- Bobby Davis: I Was Wrong / Hype You Into Sellin' (Your Head) (1960)
- Bobby Davis and the Big '3' Trio: One Love Have I / She's A Problem (1961)
- Billy Boy Arnold: I Wish You Would / Prisoner's Plea (1964)
- The Mannish Boys: Groan My Blues Away: Young & Tender (2007 på Big Plans)